# The Disappearance of Alice Creed
The Disappearance of Alice Creed är en brittisk thrillerfilm som handlar om en kidnappning på en ung kvinna. Regisserad och skriven av J Blakeson. I huvudrollerna ser vi Gemma Arterton, Martin Compston och Eddie Marsan. Filmen visades först vid Toronto International Film Festival 2009 och hade sedan biopremiär under 2010.

## Rollista (i urval)
- Gemma Arterton – Alice Creed
- Eddie Marsan – Vic
- Martin Compston – Danny

## Om filmen
The Disappearance of Alice Creed spelades in under februari 2009 på 24 dagar i Isle of Man. Budgeten låg strax under $1,5 miljoner.

### Mottagande
Filmen fick positiva recensioner från flera filmkritiker.
Rotten Tomatoes rapporterade att 82 procent, baserat på 92 recensioner, hade gett filmen en positiv recension och satt ett genomsnittsbetyg på 6,9 av 10. På Metacritic nådde den genomsnittsbetyget 65 av 100, baserat på 19 recensioner.